# Plan Hobrecht

Carte du plan Hobrecht publié en 1862.

Le plan Hobrecht est un plan d'urbanisme de Berlin, publié en 1862, dont le principal instigateur est James Hobrecht. Il concerne des quartiers périphériques de la ville à l'époque, au-delà du Mur de douane. Le plan est connu pour la construction des  Mietskasernen, logements populaires concentrés dans des îlots de grande taille qui incluent plusieurs cours intérieures, mais il a également permis de créer de grandes avenues et des jardins publics.